# Villa Jaragua
Villa Jaragua är en kommun i Dominikanska republiken. Den ligger i provinsen Baoruco, i den sydvästra delen av landet, 160 km väster om huvudstaden Santo Domingo. Antalet invånare i kommunen är cirka 10 600.
Terrängen runt Villa Jaragua är varierad. Runt Villa Jaragua är det ganska tätbefolkat, med 67 invånare per kvadratkilometer. Närmaste större samhälle är Neiba, 6,8 km öster om Villa Jaragua. Omgivningarna runt Villa Jaragua är en mosaik av jordbruksmark och naturlig växtlighet.